# 勇氣爆發Bang Bravern
《勇氣爆發Bang Bravern》是CygamesPictures製作的日本原创電視動畫，於2024年1月11日起在TBS系列播出。

## 故事概要
背景設定在人型裝甲兵器「TS」十分盛行的舞台。故事中，各國軍隊集結到了夏威夷州的歐胡島，而陸上自衛隊的碧勇與美國海軍所屬的路易斯史密斯也因此相遇。沒想到在島上戰鬥的過程中，軍隊們遭受到隸屬不明的機體攻擊因此四散分離。他們將為了自己的驕傲、為了隊友、為了從戰場存活而戰。

## 登場人物

### 主要角色
勇·碧（聲：鈴木崚汰）
生日：8月31日。星座：處女座。血型：A型。 本作主角，隸屬日本陸軍自衛隊，特殊機甲群的人型裝甲兵器「泰坦騎兵（TS）」駕駛員，第1中隊隊員，呼號是大太5／勇氣1。
24歲，軍階少尉。喜歡訓練、討厭吵雜的事情。
個性較冷漠，不友善，有過於認真的一面，但其同時也是一流的駕駛員。會對別人不正經的表現特別憤怒。
被布雷邦自以為是的痴迷和多次超出常理的狀況，迫出抗拒和畏懼世事的一面。可是保護同伴的意識很強，所以仍持續登上布雷邦戰鬥，以軍人精神默默承受危難中被強加的使命，多場防衛戰獲勝使之成為聯合特別部隊仰慕的英雄。後來史密斯解釋大家並不是只求受到他與布雷邦的保護，而是想與之並駕齊驅，才使其得以紓解壓力，體會到團隊精神。逐漸視史密斯為重要的戰友，亦更掌握與布雷邦的互動，不過仍是會吐嘈對方的行為。
與史密斯互表心跡後的下一次戰鬥，因對方犧牲而變得憤怒和消極，覺得他連死亡都來得太任性，在該戰中無法阻擋死亡飛艦瓦尼塔斯及裴西米茲姆的聯手攻擊。經布雷邦激勵與露露聲援下，鼓起勇氣並觸發合體程序，成為與布雷邦意識完全同步的「爆發布雷邦」，拿下重大勝利。那時的他亦真正全心說出布雷邦安排的熱情話語，並發展出超越夥伴、近乎戀愛的感情。
因史密斯之死感觸頗深，想獨身與布雷邦解決死亡飛艦。在某個未來因此與布雷邦一起戰鬥至徹底死亡，但在現時點被露露成功阻止，並被帶至史密斯的房間釋放感受。目睹露露和蘇泊利亞結合後，以更冷靜沉著的方式跟他們出發迎戰。
在布雷邦被突襲並意識消失下，終迎來精神崩潰，再次展現出怕事一面，危急關頭及時感應到史密斯配以布雷邦形態作最後剖白，成功以自身勇氣推動布雷邦餘下的軀殼，以更強的「爆發極巨布雷邦」作戰。在聯合部隊及時趕來應援，和露露同樣運用蘇泊利亞軀殼下，終以最強的勇氣融合形態將所有敵人擊破，得到大家迎接歸來。
路易斯·史密斯（聲：阿座上洋平）
生日：2月14日。星座：水瓶座。血型：B型。
第二主角，隸屬美軍海軍特種部隊，第3遠征軍、第3師團、第3TS大隊，C中隊的TS駕駛員。
24歲，軍階少尉。從小就憧憬成為英雄，喜歡機器人和英雄作品，討厭青椒。雙親在其青年時期逝去後，就將英雄的心願成為全部，寄托於參軍訓練當中。欣賞並喜歡挑戰有實力的人，很在意演習和駕駛布雷邦時表現突出的勇。見證對方多次出戰後的各種愁緒，總是想著怎樣去協助他調整心態。
性格開朗，什麼事都不怕的氣氛製造者，在演習時開始在聯合軍隊廣結良緣。意外遇上露露後擔起監護人的角色，為對方在作戰時也貼身跟隨而煩惱。
被布雷邦拒絕登上時有所失望。後來也嘗試搭乘蘇泊比亞，結果蘇泊比亞體內卻產生抗拒反應而強制排出，本人則當場嘔吐。
日本解救一戰的功績使之升階為中尉，並被任命為支援布雷邦的獨立小隊「勇氣騎士」小隊長，配備TS新機：XM3 雷神・奧爾托斯。不過首戰隨即和死亡飛艦「克努斯」交戰，陷入不利狀態。在別無他法下以近距離發射兩挺KEP彈頭消滅克努斯，同歸於盡。
雖然肉體已經身亡，但存留的靈魂憑著「與勇一起戰鬥下去」的意志，與克努斯的靈魂「交合」轉生成布雷邦；並回到最初時空的夏威夷，以「布雷邦」的身分重生參戰。
在布雷邦被擊潰時，意識亦會隨之消逝並迎來二次死亡，而某個未來的露露曾為此而決定重返過去意圖阻止。雖無法改變此事發生，但因著勇成功融合布雷邦的軀殼戰鬥至最後，結果在布雷邦的死亡飛艦力量殆盡時，作為人類部分的史密斯奇蹟復活，歡快地迎接露露和勇。
露露（聲：會澤紗彌）
所屬不明的少女，史密斯在海灘散步時發現倒在地上的她。但最初疑似沒有言語能力，只以呢喃或嘶吼來表達。身體亦比一般人類缺少消化系統，和多了不明的嵌入結構，能夠使出怪力。
之後因為被介定為無害，而由史密斯收養，經常黏著史密斯。對勇經常無惡意地施以拳腳，不過後來也對其強悍一面有好感。透過機器人和英雄作品學懂更多完整語句。
後來重生的蘇泊比亞，向史密斯與勇說出露露實為眾多死亡飛艦製造的有機生命體之一，是每一機體都會用到的生體核心，經80至100年累積後瞬間爆發出其巨大能量。不過史密斯的露露卻在意外啟動下得到自我意識，並向著其也不知的去向發展。其中一個就是其迅速適應機體運作，結果被任命為輔助史密斯的副駕駛員。
首戰中被史密斯緊急彈射到安全點，親眼目睹史密斯與克努斯同歸於盡。衝擊性的經歷使其語調迅速變得成熟穩重，喃喃自語說著史密斯的名字，並跑到布雷邦這邊的戰場加油聲援，觸發勇和布雷邦合體程序。
在某個後續的未來中，勇安慰她後隻身跟死亡飛艦打至同歸於盡，其亦在趕赴現場後得知布雷邦實為史密斯，見證其伴隨勇迎接二次死亡。及後她跟蘇泊比亞和美優分析出所有真相，繼而展開了拯救兩人的時空穿梭計劃。最終將意識跳轉至史密斯死後不久的時點，到夜晚跑到蘇泊比亞面前並請求搭乘，並拖延時間以避免勇獨自出發戰鬥。將時空穿梭前的情感傳達給蘇泊比亞後，正式成為對方的駕駛員。
在陶醉跟蘇泊比亞合作時，意外令布雷邦被偷襲身亡，而蘇泊比亞亦在最後關頭放下自己捨身保衛，更因此觸發最終黑幕登場，使其抱怨自己反而帶來了更壞的未來。不過在見證勇帶著布雷邦殘餘的軀殼戰鬥下，同樣感應到蘇泊比亞殘餘的意志而照辦，最終成功一同勇氣融合，並成為了斬殺威爾姆維塔的關鍵劍鞘。告別完全消逝的蘇泊比亞後，驚見復活的史密斯，為達成願望感到興奮。

### 日本自衛隊
響·理央（聲：宮本侑芽）
生日：7月17日。星座：巨蟹座。血型：A型。
隸屬日本自衛隊的「TS」駕駛員，呼號是大太6／勇氣騎士3，和勇是同一部隊隊員，是勇的好友。
23歲，軍階少尉。很會照顧人的御姐氣質，每件事都很在意勇。在自衛隊內也有廣泛的人緣，與整備班的美優和負責管制的穗乃香也有交流。
龍二·佐竹（聲：細谷佳正）
生日：10月6日。星座：天秤座。血型：B型。
日本陸軍自衛隊特殊機甲群的「TS」駕駛員，第1中隊隊長，呼號是大太1。
38歲，軍階中校。雖然是重視紀律的嚴厲長官，但也有為部下著想的一面，深受周圍人的信賴。在不少更高階軍人陣亡後，參與了更多聯合部隊的高級指揮。暗地裡做了許多照顧勇的行為。
布雷邦對抗瓦尼塔斯&裴西米茲姆期間，為避免部隊面臨全滅而自己駕駛TS前去戰場並現場指揮勇氣騎士隊，之後擔任勇氣騎士隊新任小隊長。
美優·加藤（聲：加隈亜衣）
生日：2月3日。星座：水瓶座。血型：AB型。
21歲，軍階下士。特殊機甲群整備小隊技師，主要負責維修勇的「TS」，非常熱愛機械，稍作觀察便可針對部件構造和功率細節出口成文。潛質大至能為勇特製駕駛服，並在某個未來成為研發時空機器的關鍵人物。隱性腐女，史密斯/布雷邦與勇的支持者。
穗乃香·涼止（聲：前田佳織里）
生日：4月3日。星座：牡羊座。血型：B型。
24歲，軍階中尉。隸屬航空自衛隊的「TS」管制員。作戰時主要擔任勇的指揮官，搭乘空中預警機在上空指揮TS部隊的攻勢。覺得悲憤地發表內心感受的勇十分帥氣。
勲·川田（聲：白熊寛嗣）
隸屬海上自衛隊，54歲，軍階少將，擔任各自衛隊部隊的指揮官，並輔佐金古上將。有很多陸海空聯合作戰、演習的經驗。引領佐竹參與更多統領整隊自衛隊部隊的工作。
光·三島（聲：井澤詩織）
「朝日行動」實行途中遇到的倖存自衛隊「TS」女駕駛員，25歲，軍階中尉，對死亡飛艦以游擊形式持續反抗，和ATF主力部隊會合後一同行動。
一樹·東堂（聲：武田太一）
「朝日行動」實行途中遇到的倖存自衛隊「TS」駕駛員，蘇泊比亞再次來襲被對方砍斷TS的左腕與格林機關炮，彈射逃生裝置被波及而無法正常運作，要被蘇泊比亞踩扁時布雷邦及時相救。

### 美軍
凱倫·奧德蓮（聲：藤井幸代）
隸屬美國空軍的「TS」管制員。25歲，軍階中尉。作戰時主要負責指揮史密斯，視情況也會指揮空軍的對地攻擊。是一位從容成熟的女性，受到同為管制員的穗乃香所仰慕。
妮娜·科沃斯基（聲：森奈奈子）
隸屬美國海軍陸戰隊的軍醫。26歲，軍階中尉。在戰鬥中會以醫療班班長的身分踏上前線。能有效處理大量工作的人才。
哈爾·金古（聲：三宅健太）
隸屬美國海軍的將軍，並擔任太平洋演習指揮官。60歲，軍階上將。嚴謹果斷，受到廣大下屬的仰慕。面對布雷邦各種誇張措辭都仍能把持著威嚴。
集結倖存的各國軍人於夏威夷基地，以布雷邦作為戰術核心成立聯合特別部隊（Allied Task Force。簡稱：ATF），決定主要目標是從死亡飛艦的支配下解放地球。
龍馬·阿拉凱（聲：木村昴）
隸屬美軍的「TS」駕駛員，C中隊隊長，史密斯的上司。28歲，和史密斯的關係非常好，每天晚上都能喝個通宵。雖然說話很隨便，但仍是年紀輕輕就能帶領部隊的優秀長官。在第一波攻擊中陣亡。
希洛·阿烏利（聲：野津山幸宏）
隸屬美軍的「TS」駕駛員，C中隊隊員。25歳，軍階中尉。和史密斯被分配到同一部隊，兩人從訓練兵開始就有來往。對總是把一切搞得亂七八糟的史密斯束手無策。
第8話勇氣騎士隊和死亡飛艦「克努斯」交戰中，被克努斯砍下一臂後擊墜當場陣亡，死亡瞬間機體爆發四散的情景被克努斯用操縱時間能力來連續重播數遍。最終奇蹟生還並由其他隊員看護。
湯瑪斯·J·普拉曼（聲：志村知幸）
隸屬美軍的軍人並具有無數實戰經驗。45歳，軍階士官長。活用自己的經驗於訓練新兵及輔助指揮之上。像士兵艦艇一樣嚴格的人物，聽到他的怒吼聲還會有些令人發抖。作為時常與佐竹共事的中層，因此也開始注意勇。
雪莉·羅倫（聲：吉田早希）
「朝日行動」實行途中遇到的倖存在日美軍「TS」女駕駛員，25歲，軍階中尉，對死亡飛艦以游擊形式持續反抗，和ATF主力部隊會合後一同行動。

### 德國聯邦國防軍
海德瑪麗·巴羅（聲：淺川悠）
隸屬海軍並參加環太平洋演習的少將。49歲，眼光銳利，做事十分谨慎的女將，最初懷疑布雷邦是美軍新兵器，但布雷邦反駁此事。
之後隸屬聯合特別部隊，並參與解放地球的行動。

### 其他
鮑伯·格雷夫（聲：長）
美國CIA情報分析官。48歲，除了穿著阿羅哈襯衫外沒任何目擊他的行蹤，因懷疑死亡飛艦和勇有關聯而拘捕並訊問（拷問），但因蘇泊比亞來襲而中斷訊問。
之後對露露訊問時完全沒轍。
跟隨ATF部隊到日本，布雷邦擊破庫匹利達斯後對放棄戰鬥並投降的蘇泊比亞進行訊問，但被蘇泊比亞發射光束而放棄訊問。

## 登場兵器
布雷邦（ブレイバーン，聲：鈴村健一）
巨大機器人。並擅長空手格鬥與用劍和敵方戰鬥，無人駕駛時戰鬥力較弱，但依然能一拳擊破一台佐爾達泰特拉，專用必殺技「勇氣一刀流奧義 布雷邦斬」、「布雷邦咻邦邦邦」。
來到地球時已知道勇的名字，並對其有超越一般情誼的痴迷。非常自我，經常搶奪別人發言，會將駕駛戰鬥一事說得像發生肉體關係。不明原因無法進食。
其意識和力量似乎跟死亡飛艦出自同一根源，亦知道一批會跟恐怖兵器合作的同類，對此大表反感。不過其還是時常以此力量突然掏出武器和內幕知識，因此被勇吐嘈。
有精通多國語言機能，直接說出該國的特有語言。在航空母艦上有自己的專屬房間，並使用超次元3D列印機制作出品質優秀的模型。
在日本執行「朝日行動」時為阻止友軍已發射的全數飛彈，使出「勇導操波」駭入飛彈並取得其控制權並目標改為敵方。
對抗庫匹利達斯時數次消滅對方，但庫匹利達斯卻不斷重生，後來經布雷邦提醒下勇發現塔才是提供庫匹利達斯重生的關鍵。
布雷邦拿出事前在航母個人房完成的新武器「Vern Axes」來砍斷塔，被勇當場吐槽為何不在一開始就直接使用，將庫匹利達斯連同塔以新必殺技「勇氣消滅斬」一舉擊破。
在從日本橫田基地出發時遇上三位死亡飛艦。在「死亡飛艦」瓦尼塔斯及裴西米茲姆聯手攻擊下，與勇陷入前所未見的危機。後來史密斯選擇跟死亡飛艦「克努斯」同歸於盡。這才揭示自己其實是死後史密斯與克努斯交合後的產物，穿越到最初的時空，並保留著史密斯的意識，只是因克努斯的性情會使之以充滿情色和直率暴露的態度，表達意思和愛好。常見在認真的戰鬥中，毫無避忌地演繹一套取材自英雄和特攝作品的機體構造和設定。最後更因此將對勇的欣賞，化為跨越種族與性別的愛意。
力量用盡後，所有意識亦會隨之消逝，形同於克努斯和史密斯再度死亡。不過在最終一戰，被勇以最大的勇氣喚起殘餘軀殼，在無意識下繼續參戰。最後更因所有死亡飛艦的力量得到解放，使史密斯伴隨軀殼消失而奇蹟復活。
爆發布雷邦（バーンブレイバーン）
和在航空母艦內支援機「爆發巨龍」進行合體程序後的新型態，並用雙肩光束加農砲使出「勇氣電弧龍捲」與雙頭光束劍「Vern Lancer」的新必殺技「勇氣一刀流奧義 勇氣完全殲滅斬」擊敗瓦尼塔斯與裴西米茲姆。另有「爆發勇氣鐵拳」這新必殺技。
爆發巨龍（バーンドラゴン）
布雷邦使用超次元3D列印機秘密製作的自主超AI支援機，能自由行動，平時待命於航空母艦的格納庫，只要布雷邦召換，就能自動出擊並進行合體程序，也做為布雷邦的空中載具。
爆發極巨布雷邦（バーンブレイブビッグバーン）
勇與布雷邦進行勇氣融合合身時誕生的奇蹟姿態，全身黃金色並散發源源不絕的勇氣能量。使出必殺技「勇氣極巨斬」擊敗伊拉，另有「爆發勇氣光波」「勇氣一刀流奧義 爆發布雷邦斬」等其他必殺技。
為對抗威爾姆維塔，並進一步集結夥伴們的勇氣，和極巨爆發巨龍能進行合體並獲得威力提升後的巨大姿態，集結夥伴們的勇氣使出新必殺技「極巨爆發終極超級奇幻最終神宇宙擊」擊敗威爾姆維塔並贏得最終大勝利。
極巨爆發巨龍（ビッグバーンドラゴン）
獲得勇氣能量而變成全身黃金色的超AI支援機，同樣能和爆發極巨布雷邦進行合體程序。

### 日本
24式機動步行戰鬥車 烈華 泛用型
自衛隊通用的TS。泛用性優秀，只要更換裝備能對應不同距離的戰鬥，熟練的駕駛員還會根據自己的特性改裝機體。
主要武裝：30公釐突擊步槍，利用離子提升器可進行跟過往的陸上裝備截然不同的高速戰鬥。
24式機動步行戰鬥車 烈華 追蹤飛彈搭載型
雙肩部搭載20發追蹤飛彈（雙肩上方6連裝莢艙、下方4連裝莢艙）的中距離衍生機。
24式機動步行戰鬥車 烈華 狙擊型
狙擊專用衍生機。右臂換裝成60公釐狙擊砲（裝彈數7發、可裝填通常彈或穿甲彈；直接射程2公里，有效射程4公里）。
在狙擊時能把裝於腳部和腰部的打樁機射向地面加以固定機體。
24式機動步行戰鬥車 烈華 通信擴張型
安裝於頭部的強化通信機能天線的衍生機。主要是指揮官專用機所採用。
24式機動步行戰鬥車 烈華 光專用機
針對游擊戰特性改造的衍生機並全身加裝強化裝甲以及提高近接戰鬥性能，是光的專屬主力機，主武裝除配備30公釐突擊步槍外並配置投擲用斧頭。

### 美國
M2 超越・萊諾斯
美軍通用的最新型號TS。採用了能配合戰局更換上半身武裝的高機動武裝換裝系統（High Mobility Armament Conversion System、HiMACS） 。
換裝系統由TS本體、數種類的武裝零件及運輸用輔助無人機構成，其對應戰局的柔軟性進一步確立TS作為兵器的優點，主要武裝：30公釐火神砲。
M2 鬥爭・萊諾斯
近戰專用型態。如同其超巨大的雙臂所明示一般擅長近身格鬥，裝設於手肘的火箭馬達既能強化打擊威力也能用於進行緊急回避。
M2 爆破・萊諾斯
遠戰專用型態。主武裝換成120公釐電磁加速砲，並於左臂攜行主動式防禦系統（APS）用以迎擊接近的飛行物體。
缺點是電力消耗十分兇，有搭載大型電容器運作時間也不長。
M2A1 野狗
以M2萊諾斯為原型的強襲用重武裝衍生機，是以無法使用HiMACS為前提下改造，與其他衍生機不同於能搭載更多武裝，也加裝增強防禦性能的強化裝甲。主要武裝：30公釐鏈炮、7.62公釐格林機砲。

### 其他
羅德路克斯2
舊型號TS，展開後裙甲的輔助輪能以四輪行走提升機動力，但不同於搭載了離子提升器的現行機種，無法進行高速戰鬥。
XM3 雷神・奧爾托斯
日軍與美軍合作秘密開發的新TS，採複座式駕駛，並配備新武裝掛在雙臂的步槍，背後有掛載大量飛彈和兩挺磁軌砲；排除外裝甲後胸口可射出兩挺KEP彈頭。
後座採腦電波裝置也無需與僚機的感測器或空中預警機建立戰術數位資訊鏈路能自行判別戰場上各種威脅的系統。
但要後座駕駛依賴腦電波運作，有一部分適任者會無法使用此系統。
值得一提的是，由於史密斯在和克努斯「交合」轉生為布雷邦時還融合了本機的殘骸，因此布雷邦的螢幕界面和塗裝與本機的十分相似。

### 死亡飛艦
死亡飛艦
突然由異次元大洞到達地球附近的超大型母艦艇。八個分母艦「塔」從主塔分離後降落地球各處發射兵器。
名字緣自心理學名詞「死亡驅力」。
佐爾達泰特拉
突然從「塔」裡出現的不明機動兵器，是經歷數億年進化的金屬生命體。能從UFO般的飛行形態變成人型戰鬥形態，以雙臂射出的光束為武器，能展開覆蓋全身，地球的火器無法穿透的球形防護罩。發動大規模攻擊後導致全地陷入災難，僅有日美聯合演習的基地因為布雷邦而倖免於難。
但球形防護罩缺點是可擋正面攻擊，卻不能防側面與背面攻擊。另有針對水中戰特化的衍生機。
蘇泊比亞（聲：杉田智和）
掌管傲慢之死亡飛艦，不具有與人類溝通的語言機能，只有電子音效，但布雷邦聽懂他的意思。
願望是能以武人的身分帶著榮譽死去，喜歡參戰，但討厭卑劣的行為。主要武器：雙刃大刀 「飛燕雷牙」、左與右腕部5連裝指尖光束砲。
必殺技為「朝日斬」、「威風穿孔腳」、「青藍螺旋迅」、「無雙千迅」、「爪波導」、「流焰烈空拳」。
在自己的分離母艦被擊毀後帶著數體佐爾達泰特拉現身於歐胡島北岸跟美日聯軍交戰，並一度佔上風並數次壓制沒有駕駛員的布雷邦。
但隨勇被史密斯送到戰場搭上布雷邦後形勢逆轉，最終被對方擊破，卻在和布雷邦最後相搏前把不明銀灰色物體放進胸口紅色圓形物打開的空洞裡，當被擊破時該東西從爆炸中飛出，墜落在遠處的海灘。
及後再現身於日本，要踩扁友軍TS時被布雷邦及時阻止，且透過其駭入死亡飛艦終端，與其他機體一同安裝語言機能，發出的聲音變成人類使用的語言能正常溝通。對和布雷邦在夏威夷歐胡島對戰的事意外地沒印象，只在意要拿回露露。最後發現這名露露會說話，甚至有不少動作，感到驚訝同時意識到不能再使用露露來強化，因此決定放棄戰鬥並留在聯合軍隊靜觀其變。
揭示了死亡飛艦可不斷由塔重生和利用露露活體爆發力量的真相。
在某個未來當中，因勇和布雷邦提前進攻餘下的死亡飛艦而同歸於盡，最終也沒有與布雷邦進行一戰。被露露告知布雷邦的身份後，與美優分析出完整真相，並確認了時空穿梭的可行性。在研發時空機器期間的漫長時光中，與露露成為了超越過去關係的夥伴，被敬稱為「叔叔」。與從未來回歸的露露在多次結合失敗後，最終因接收到過去的情誼成功與之合體，身體中心轉化為類近布雷邦的駕駛艙形態。
轉化後似乎開始能吸收地球的食物。在賽格尼提斯一戰後真正感受到轉化後的實力，於是禁不住傲慢跟布雷邦即場決鬥，痛快地招數盡出，卻將原本被動守塔的敵人招惹過來，最終為著這個錯誤而決定捨身攻擊。在毫無生命跡象下，受勇重啟布雷邦和露露從未來帶回的紀念鎖鏈影響，而使軀殼重新投入戰鬥，並在正式赴死前與露露勇氣融合為布雷邦的劍鞘，一同將最終敵人殲滅。
庫匹利達斯（聲：稻田徹）
掌管貪婪之死亡飛艦，喜歡令人豪邁的事物，討厭缺乏有趣的事物。願望是追求在亂七八糟中死去。具有與人類溝通的語言機能。
率領不少佐爾達泰特拉將日本東京化為火海的元凶。武裝為胸口的光束砲以及左臂延伸的電鑽。也能展開背部的雙翼飛行。
與其的戰鬥中揭露了塔有讓人不斷重生的機制，最後被布雷邦使出新武器Vern Axes與新必殺技「勇氣消滅斬」一舉擊破機體和重生點，於非常滿意死法下爆炸消逝。
其強制排出的生體核心露露在被ATF人員發現時因無法解釋的原因死亡，似乎是活體被用盡時的結果。
於外宇宙的超大型母艦上再次復活，期待和布雷邦再見面時，被嫌礙事的克努斯以光束砲連同超大型母艦一起消滅。
瓦尼塔斯（聲：綠川光）
掌管虛榮之死亡飛艦，順應庫匹利達斯的遺言，為要完成願望在日本現身，與裴西米茲姆阻擋布雷邦。願望是籠罩在耀眼的光芒之下死去。
武裝為大量球狀感應砲，攻擊還能藉由憑空出現的六角形能量盾反射。
親眼看見布雷邦合體後的新型態「爆發布雷邦」感到讚嘆不已，與裴西米茲姆使出的合體技「鏡球鑽石擊」對爆發布雷邦卻無法造成傷害。
與裴西米茲姆就此被爆發布雷邦的新必殺技殲滅消逝。
裴西米茲姆（聲：茶風林）
掌管悲觀之死亡飛艦，順應庫匹利達斯的遺言，為要完成願望同樣在日本現身，與瓦尼塔斯阻擋布雷邦。願望是被從沒感受過的悲傷籠罩而死。
釋放的濃霧能駭入ATF的通訊頻道和資料鏈、能阻礙視線甚至混亂敵我識別。
親眼看見布雷邦合體後的新型態「爆發布雷邦」和瓦尼塔斯也感到讚嘆不已，後與瓦尼塔斯一同被爆發布雷邦的新必殺技殲滅消逝。
克努斯（聲：田中敦子）
掌管色慾之死亡飛艦，順應庫匹利達斯的遺言，為要完成願望與兩台同樣在日本現身。追求交合，願望是死於全宇宙最快樂的高潮之中。
武器為雙手擬似裝有用以切割的刀刃，胸口有射程足以突破大氣層的光束砲；自身展開的粉紅色能量體能投射菱形光束及如同觸手一般從後往前方展開，也能自由操縱空間時間，也能穿越時空。
不明原因執著於史密斯並與其小隊交戰，以自身異常的能力解決勇氣騎士隊數台TS，順勢將希洛的TS斬斷一臂並擊墜，甚至用操縱時間來不斷重覆希洛的TS爆炸。
史密斯在別無他法下，順應她的話語而直衝上前，近距離發射兩枚KEP彈頭，克努斯就此被消滅。
以意識體和肉體已死的史密斯在異空間相會，要一同迎接死亡。但史密斯堅持繼續與勇一起戰鬥，守護地球並成為英雄的決意；令她感受到前所未有的滿足而消逝，也促成布雷邦的誕生。乃布雷邦自以為是性格的淵源，亦因此能毫不理會後果下毀滅宇宙中的主艦。時空穿梭的能力亦埋藏於布雷邦核心中，在某個未來經歷研發才完全解放。
伊拉（聲：津田健次郎）
掌管憤怒之死亡飛艦，追求無止盡狂怒到死為止，藏身於夏威夷茂納凱亞火山，布雷邦與蘇泊比亞決意要一一擊破。
頭盔與鎧甲酷似日本武士，左背扛負一挺太刀；僅空手能擋下蘇泊比亞的全力攻擊。
據蘇泊比亞所言，因被憤怒掌控情緒也不會主動出擊，但似乎因蘇泊比亞與布雷邦輕敵下互鬥而改變了主意，趁布雷邦降下戒心時偷襲造成布雷邦嚴重破損。但看見布雷邦重生為爆發極巨布雷邦感到驚訝。
對爆發極巨布雷邦對戰中被對方心殺技「勇氣極巨斬」而被擊敗並滿足自己的願望後消散。
波帕爾契普姆（聲：立木文彦）
掌管暴食之死亡飛艦，與兩台共同藏身於夏威夷茂納凱亞火山也吸收地球的地函和外核而吞食地球的能量，追求無止盡進食而得到滿足感。
據蘇泊比亞所言不會主動出戰，結果也確實在爆發極巨布雷邦出現時地球能量大爆發加上分心，不小心吃多了自爆身亡。
賽格尼提斯（聲：小西克幸）
掌管怠惰之死亡飛艦，追求甚麼也不做。願望是自己觀看壯大的決戰。
與兩台共同藏身於夏威夷茂納凱亞火山，登場時扛負著自己的母艦，有著粗壯的上肢以及佈滿散熱孔的身軀、手腳能交換組裝。
蘇泊比亞對他的動機和戰力均一無所知，布雷邦卻決定先行討伐賽格尼提斯。在眾人靠近或出招時以轉換身體形態迷惑對手，雖被蘇泊利亞看出實力，但亦感應到一切行動沒有殺意，最終在對方未想真打前成功賭上致命一擊。
只剩頭部的他並觀看布雷邦與蘇泊比亞互鬥也吐槽身為戰友為何要彼此互鬥，最後兩者互相使用必殺技產生的衝擊能量波而被消滅。
此舉亦成為及後蘇泊利亞與布雷邦輕敵的導火線。
威爾姆維塔（聲：釘宮理恵）
擊敗全部死亡飛艦後最後現身的死亡飛艦女王，本作最終頭目。在某個未來因蘇泊利亞選擇留守而沒有出現。
8台帶著罪惡理念的死亡飛艦，在成功尋覓並體驗自身嚮往的死亡後，終於意識到自身不想死去，卻仍祈求更多死亡體驗的矛盾感。
這促使了全部死念結合的女王帶著要抹殺全人類的使命現身，以追求地球90億人口同時死亡的快感。
最後被爆發極巨布雷邦心殺技「極巨爆發終極超級奇幻最終神宇宙擊」消滅，象徵死亡飛艦的力量得到解放。

## 術語
環太平洋軍事演習（ADRIMPAC）
每隔一年於夏威夷諸島舉行的先進環太平洋多國軍隊聯合演習（Advanced Rim of the Pacific Exercise）的簡稱，旨在強化參與國家之間的共同作戰能力及跨領域兵種的連攜力。
今年演習以TS為軸心要強化相關的運用體系，但演習進入第二天全球突然遭受外星勢力死亡飛艦的侵略。
泰坦騎兵
本作對人型裝甲兵器的稱呼，簡稱「TS」。獲世界各國軍隊採用，相繼投入其實戰運用，因為實在太多人志願要駕駛TS，甚至讓飛官人數變少了。
為了適應不同的活動地域及戰鬥需求等環境，各國的TS在裝備及裝甲上都有著各自的特徵。
離子提升器
烈華、超越・萊諾斯等現行TS機種在腰部後方搭載的電磁揚力翼，利用最新的電磁流體力學使揚力翼週圍的空氣電離化產生揚力和推進力。
藉由裝設揚力翼大幅提升了TS的自立穩定性及機動力，也讓TS為世界各國軍隊所認可及採用。

## 主題曲
片頭曲

主唱：布雷邦（鈴村健一），作詞：古屋真，作曲&編曲：加藤裕介
片尾曲

主唱：勇·碧（鈴木崚汰）、路易斯・史密斯（阿座上洋平），作詞：古屋真，作曲：磯崎健史、TSUKASA，編曲：磯崎健史
第1話與第12話未使用。

## 各話列表
| 話數   | 日文標題                                             | 中文標題                               | 劇本     | 分鏡                                      | 演出                             | 作畫監督 | 總作畫監督                 | ED card        | 首播日期       |
| ------ | ---------------------------------------------------- | -------------------------------------- | -------- | ----------------------------------------- | -------------------------------- | --- | -------------------------- | -------------- | -------------- |
| 第1話  |                                                      | 久等了，勇！                           | 小柳啓伍 | 大張正己 重原克也                         | 重原克也                         | 小森篤 小菅和久 | 本村晃一                   | 草彅剛         | 2024年 1月12日 |
| 第2話  |                                                      | 勇！是時候了勇！                       | 小柳啓伍 | 三浦武弘 重原克也                         | 三浦武弘                         | 宇良隆太 菊池有騎 矢永沙織 渡部崇 | 宇良隆太                   | MOGURA         | 1月19日        |
| 第3話  |                                                      | 露露......那就是她的名字               | 小柳啓伍 | 齋藤良成 大張正己                         | 下井草太朗 渡邊英俊              | 降矢瑞生 小川莉奈 | 本村晃一                   | 恩田尚之       | 1月26日        |
| 第4話  |                                                      | 勇，你似乎還是不知道什麼是人類         | 小柳啓伍 | 齐藤良成                                  | 齐藤良成                         | 宇良隆太 二松真理 波部崇 | 宇良隆太                   | 皆叶英夫       | 2月2日         |
| 第5話  | それはきっと、私には出来ないことだろう               | 那個一定是我做不到的吧                 | 小柳啓伍 | 成川多加志 三浦武弘                       | 成川多加志 林賢太                | 小森篤 | 小森篤                     | 櫻水樹         | 2月9日         |
| 第6話  | 絶対に大丈夫だ。なぜなら……私がブレイバーンだからだ！ | 絕對沒問題。因為我是布雷邦！           | 小柳啓伍 | 阿久津徹也                                | 阿久津徹也                       | 石﨑夏海 上野卓志 福土真由奈 | 小菅和久                   | 佐伯俊         | 2月16日        |
| 第7話  | どうするイサミ！こんな時、イサミならどうするんだ！   | 該怎麼辦呢勇！在這種時候，勇會怎麼辦！ | 小柳啓伍 | 増田敏彦                                  | 谷本頼洋                         | 宇良隆太 久納彩代 江崎稔 | 宇良隆太                   | 迷彩假面       | 2月23日        |
| 第8話  | また会おう、スミス                                   | 再會了，史密斯                         | 小柳啓伍 | 大張正己 重原克也                         | 重原克也                         | 大籠之人 二松真理 | 本村晃一                   | 草凪みずほ     | 3月1日         |
| 第9話  | イサミィ！俺たちで、世界を救うんだ！！               | 勇！我們，要拯救世界！                 | 神林裕介 | 齊藤良成 大張正己                         | 齊藤良成                         | 松原一之 菊池有騎 小田真弓 齊藤良成 | 小菅和久 本村晃一 宇良隆太 | 托馬斯·羅曼    | 3月8日         |
| 第10話 | 日本ではそれをＯＭＩＡＩという                       | 在日本這個叫做相親                     | 小柳啓伍 | 渡邊英俊                                  | 重原克也                         | 谷口義明 二松真理 小川莉奈 久納彩代 はまだまこと 芳山優 工藤康平                                                                                         | 小森篤                     | モグモ         | 3月15日        |
| 第11話 | オペレーション・ボーンファイア、開始だ！             | 篝火行動開始！                         | 栗林昌輝 | 阿久津徹也                                | 坂下佳那                         | 小川莉奈 淺見日香留 波部崇 | 宇良隆太                   | 椛島洋介       | 3月22日        |
| 第12話 | 勇気爆発の、その先へ！！                             | 邁向勇氣爆發的那一端！！               | 小柳啓伍 | 大張正己 重原克也 增田敏彦 みうらたけひろ | 大張正己 重原克也 みうらたけひろ | 大張正己 鈴木勘太 中島竹流 松原一之 成田昭平 菊池有騎 谷口義明 久納彩代 二松真理 淺見日香留 小川莉奈 はまだまこと 大籠之仁 波部崇 工藤康平 村田駿 井口聖 | 本村晃一 小森篤 宇良隆太   | やまだたかひろ | 3月29日        |

## BD
| 卷數 | 發售日期      | 收錄話數       | 規格編號  |
| ---- | ------------- | -------------- | --------- |
| 1    | 2024年5月10日 | 第1話 - 第6話  | BIXA-1431 |
| 2    | 2024年7月3日  | 第7話 - 第12話 | BIXA-1432 |

## 外部連結
- 「勇氣爆發Bang Bravern」電視動畫官方網站（日語）
- 「勇氣爆發Bang Bravern」官方推特 （页面存档备份，存于）（日語）